# Psychronaetes hanseni
Psychronaetes hanseni is een zeekomkommer uit de familie Psychropotidae.
De wetenschappelijke naam van de soort werd in 1983 gepubliceerd door David Pawson.